# Latobiker
Die Latobiker oder Latobriger  (lateinisch Latobrigi, Latobici) waren angeblich ein antiker keltischer Stamm, der neben den Helvetiern im heutigen Südbaden und im Klettgau siedelte. Ihre Hauptstadt war wohl Iuliomagus, in das sie mit den Tulinger zurücksiedelten.

## Überlieferung
Gemeinsam mit den Helvetiern und anderen Stämmen versuchten sie vor den anrückenden Germanen nach Westen zu fliehen, wurden aber von römischen Legionen unter Gaius Iulius Caesar militärisch daran gehindert (Schlacht von Bibracte 58 v. Chr.). Dieser machte die Kelten zu Foederati und siedelte sie wieder östlich des Rheins an, damit die Germanen dort keine freien Siedlungsgebiete erschließen konnten.
In der Zeit um Christi Geburt muss der Druck der Germanen aber größer geworden sein, da die Kelten wieder auswanderten, dieses Mal aber nach Südosten in die neue Provinz Pannonien. Die Latobiker siedelten im heutigen Kärnten, an der Raab, in Slowenien und zwischen Save und Drau. Ihre nächsten Nachbarn in der neuen Heimat waren die Varcianer.
→Latobius